# Pyrellia scintillans
Pyrellia scintillans är en tvåvingeart som beskrevs av Jacques-Marie-Frangile Bigot 1888. Pyrellia scintillans ingår i släktet Pyrellia och familjen husflugor. Inga underarter finns listade i Catalogue of Life.